# Gruds in Space
Gruds in Space ist ein 1983 veröffentlichtes Textadventure mit grafischen Elementen, das von Chuck Sommerville und Joseph Dudar entwickelt und von Sirius Software herausgegeben wurde. Es erschien für den Apple II, die Atari 8-Bit-Computer und den Commodore 64. Das Spiel gilt als eines der frühen Beispiele für eine gelungene Kombination aus rein textbasierter Spielmechanik und statischen Illustrationen, die das Geschehen visuell unterstützen.

## Handlung
Der Spieler übernimmt die Rolle eines Piloten des Raumschiffs USAC 9400, das den Auftrag erhält, einem gestrandeten Raumschiff in der Nähe des Planeten Pluto Treibstoff zu liefern. Auf der Reise durch das Sonnensystem müssen verschiedene Planeten wie Saturn, Venus, Erde und der Mond Titan besucht werden. Dabei begegnet der Spieler unterschiedlichen Charakteren, muss verschiedene Hindernisse überwinden und Entscheidungen treffen, die den Fortschritt beeinflussen. Das Spiel setzt stark auf logisches Denken und Problemlösungsfähigkeiten, wobei die Rätsel thematisch in eine Science-Fiction-Welt eingebettet sind.

## Spielprinzip und Technik
Gruds in Space kombiniert die klassischen Elemente eines Textadventures mit einfachen grafischen Darstellungen in der Erste-Person-Perspektive. Die Steuerung erfolgt über Zwei-Wort-Kommandos (z. B. „VERLASS RAUM“, „NIMM SCHLÜSSEL“), die der Parser des Spiels interpretiert. Die grafischen Elemente bestehen aus statischen Bildern, die die aktuelle Umgebung des Spielers visualisieren. Die Rätsel sind überwiegend logisch gestaltet, beispielsweise müssen farbige Kugeln korrekt in ein Alien-Raumschiff eingesetzt werden, um Mechanismen zu aktivieren. Das Spiel verzichtet auf komplexe Labyrinthe oder unlogische Mechaniken, die in anderen Adventures der Zeit häufig vorkommen. Die Kombination aus Parser und Grafik macht das Spiel zugänglicher, da Spieler sofort visuelles Feedback auf ihre Aktionen erhalten.

## Rezeption
Das Spiel wurde bei seiner Veröffentlichung positiv aufgenommen. Besonders hervorgehoben wurden die intuitive Steuerung, die einfache, aber funktionale Grafik und die logische Rätselgestaltung. In der heutigen Retro-Gaming-Community gilt Gruds in Space als Beispiel für die frühen Experimente mit grafischen Textadventures und wird oft als nostalgisches Spiel angesehen, das die Entwicklung interaktiver Science-Fiction-Abenteuer der 1980er Jahre repräsentiert.